# 二式輕戰車
二式輕戰車（日文：二式軽戦車）是二戰期間由日本帝國陸軍所開發的輕戰車，目的是為了改進現有的九八式輕戰車和取代過時的九五式輕戰車，此戰車的名稱「Ke」表示輕的，而「To」代表編號七（伊呂波順）。

## 歷史和發展
從二戰開打，日本野戰部隊以及日本帝國陸軍總參謀長對於九八式輕戰車已經發覺其設計有很大的缺點。儘管舊款設計能夠勝任第二次中日戰爭中協助步兵對抗中華民國國民革命軍（其中只有包括三個戰車營）的任務，但在重機槍的火力下仍顯得脆弱（0.50口徑）。二式輕戰車及1935年生產的九五式輕戰車和它們的對手，美國的M3斯圖亞特，較處於弱勢，因為這些戰車本來就不是設計成戰車之間的戰鬥，更別說拿去對抗1940年代的重型或是中型戰車，如M4雪曼戰車。
二式輕戰車開發的工作為其安裝了一門改良的一式37毫米反坦克砲以及一個擴大過的砲塔，然而，在1944年日本處於極度缺乏鋼鐵的時候才決定開始生產這輛戰車（主要原因是美國的無限制潛艇戰），加上美國的戰略轟炸攻擊工業基礎設施，並且將資源先給予日本海軍建造戰艦，也就讓95式輕戰車保有在生產線上的優先權。二式輕戰車的生產就被擱置了，直到大戰結束，只有34輛二式輕戰車完成。

## 設計
二式輕戰車是以試製九八式乙型戰車（Type 98B Otsu）的底盤為基礎，使用相同的引擎及克里斯蒂懸掛系統，然而，武裝安裝了一門更具有火力的一式37毫米反坦克砲，初速可達810米/秒，此修改也必需在砲塔的設計上做一些改變，新砲塔變得更大，外形也比較接近圓柱形。

## 戰鬥紀錄
陸軍規劃者最初的二式輕戰車的設計是滑翔機坦克，能夠藉由空中運輸來提供特種部隊及傘兵部隊一些火力支援，其構想與英國的Mk.VII領主式輕型坦克（Tetrarch）類似，然而生產終於開始的時候，日本已經開始缺乏進攻性的軍事力量，而且少數單位被分配到步兵師並且受命在日本列島等待美國可能對日本發起的沒落行動。大戰結束前，沒有任何一輛二式輕戰車投入戰鬥。

## 外部連結
- WWII vehicles（页面存档备份，存于）
- OnWar.com
- History of War.org（页面存档备份，存于）
- WW2 Tanks